# Arches National Monument
Arches National Monument – nieistniejący już pomnik narodowy w Stanach Zjednoczonych, w stanie Utah. Pomnik został ustanowiony decyzją prezydenta Herberta Hoovera 12 kwietnia 1929 roku na powierzchni 18,29 km². Później jego granice były kilkakrotnie zmieniane. Kongres Stanów Zjednoczonych decyzją z 12 listopada 1971 roku utworzył na jego miejscu istniejący obecnie Park Narodowy Arches.